# James Curtis Hepburn
James Curtis Hepburn (ur. 13 marca 1815 w Milton, zm. 11 czerwca 1911 w East Orange) – amerykański lekarz i chrześcijański misjonarz, pamiętany jako twórca systemu latynizacji języka japońskiego, znanego jako transkrypcja Hepburna.
Syn Samuela Hepburna i Ann z domu Clay. Ukończył studia na Princeton University, następnie studiował medycynę na University of Pennsylvania, uzyskując tytuł doktora medycyny w 1836 roku. Zdecydował, że wyjedzie do Chin jako misjonarz, jednak z powodu wojen opiumowych był zmuszony zostać w Singapurze przez dwa lata. Po pięciu latach wrócił do Stanów Zjednoczonych i otworzył praktykę lekarską w Nowym Jorku. W 1859 roku wyjechał do Japonii z Amerykańską Misją Prezbiteriańską. Otworzył klinikę w prefekturze Kanagawa, nieopodal dzisiejszego Tokio. Później założył też szkołę, istniejącą do dziś jako Meiji Gakuin University. Uczniami Hepburna byli m.in. Sakuzaemon Furuya, Korekiyo Takahashi i Morikazu Numa.
Hepburn opracował słownik japońsko-angielski, w którego trzecim wydaniu z 1887 roku wykorzystał system latynizacji opracowany przez Stowarzyszenie na rzecz latynizacji pisma japońskiego dwa lata wcześniej. Za jego sprawą system został szeroko spopularyzowany i stosowany jest do dziś.
W 1892 roku powrócił do Stanów Zjednoczonych. 14 marca 1909 roku został odznaczony Orderem Wschodzącego Słońca trzeciej klasy.